# Каракольская культура
Каракольская культура — археологическая культура бронзового века (II тыс. до н. э.), которая существовала на территории Горного Алтая. Сосуществовала с афанасьевской культурой.
Обнаружена в 1985—1986 в центре села Каракол Онгудайского района. Представители данной культуры хоронили своих мертвецов в прямоугольных ящиках из обтёсанных каменных плит. Большинство исследованных каракольских погребений расположены по берегам реки Урсул и его притоков.

## Археологические раскопки
На территории Горного Алтая эпоха бронзы длилась с 3-го по 2-е тысячелетие до н. э., называвшаяся так потому что основным материалом для изготовления орудий труда, оружия и украшений в тот период времени являлась бронза. На Алтае в эпоху бронзы обитали народы, которых археологи называют носителями афанасьевской и каракольской культур. Слишком большой отрезок времени отделяет нас от тех времён, поэтому мы не знаем, как называли себя те древние племена, археологи обычно дают им название по местонахождению наиболее яркого памятника того периода. Так, в центре села Каракол Онгудайского района в 1985-1986 гг. археологами было обнаружено и исследовано несколько древних захоронений. Погребённые были уложены в прямоугольные ящики из обтесанных каменных плит, на внутренней стороне многих плит разноцветными минеральными красками были нанесены рисунки. По названию села, где были исследованы эти погребения, культура была названа каракольской. Она ещё недостаточно изучена, но уже имеющиеся археологические материалы позволяют предположить, что этот народ избрал полем для своей жизнедеятельности долину реки Урсул.
Большинство исследованных каракольских погребений расположены по берегам реки Урсул и его притоков. Погребальный обряд этого народа отличался большой смысловой нагрузкой.  Умершего сородича укладывали головой на запад, что само по себе отражает символический уход за закатным солнцем в иной мир. Для погребения сооружали небольшой  склеп-ящик  из  предварительно обработанных, плотно подогнанных друг к другу каменных плит. По мнению исследователей, животные и фантастические существа, изображённые на внутренней стороне этих плит, были призваны «проводить» душу умершего в загробный мир. Примечательно, что примерно в это же самое время в далёком Египте на внутренних стенах пирамид изображались сцены сопровождения собакоголовым богом Анубисом души умершего фараона в загробный мир. Одна из фигур, нанесённая на внутренней стороне плиты каракольского погребения, изображает человека с собачьей головой. Это божество, по-видимому, также имело прямое отношение к миру мёртвых и его изображение на плите погребального склепа неслучайно. Этот удивительный факт свидетельствует, что в древности примерно в одно и то же время на Алтае и в Египте существовали схожие черты мировоззрения и погребального обряда. В каменных склепах каракольской культуры археологи находят следы огня — угли и золу. Вероятно, огонь для древних каракольцев имел магическую очистительную силу. Может показаться невероятным, но этот элемент духовной и религиозной культуры сохранился в горах Алтая и по сей день. Разжигание огня в ритуальных целях, очистительная функция огня — всё это присутствует в современной обрядовой практике алтайцев.
В результате тесного контакта самодийской каракольской культуры с бегазы-дандыбаевской или близкой ей культурой (культура карасукского типа) появились пазырыкская культура и раннескифская усть-куюмская группа (затем кара-кобинская культура).

## Этническая принадлежность
- Самодийцы[2]